# Acmaeodera connexa
Acmaeodera connexa är en skalbaggsart som beskrevs av Leconte 1859. Acmaeodera connexa ingår i släktet Acmaeodera och familjen praktbaggar. Inga underarter finns listade i Catalogue of Life.